# Мускаринкасы
Мускаринкасы́ (чув. Мускаринкасси) — деревня в Чебоксарском районе Чувашской Республики.  Входит в состав Ишлейского сельского поселения.

## География
Находится в северной части Чувашии, почти на расстоянии приблизительно 16 км на запад по прямой от районного центра поселка Кугеси на берегах реки Унга.

## История
Известна с 1795 года как выселок деревни Ямбахтина (ныне Хачики) с 27 дворами. В 1859 году учтено 37 дворов, 189 жителей, в 1906 – 60 дворов, 273 жителя, в 1926 – 65 дворов, 278 жителей,  в 1939 – 301 житель, в 1979 – 409. В 2002 году был 91 двор, в 2010 – 94  домохозяйства. В период коллективизации был образован колхоз им. Петрова, в 2010 году действовало ООО «Агрофирма «Надежда».

## Население
Постоянное население составляло 275 человек (чуваши 99%) в 2002 году, 285 в 2010.